# SEAT Tarraco
De SEAT Tarraco is een SUV van SEAT. Hij is genoemd naar Tarragona, een stad in de Spaanse autonome regio Catalonië.
Het model wordt geproduceerd in de Volkswagenfabriek in Wolfsburg, Duitsland.
De productie van de Seat Tarraco is in het tweede kwartaal van 2024 gestaakt.

## Eigenschappen
Het model werd officieel aan de pers voorgesteld op 18 september 2018 en maakte zijn debuut op het Autosalon van Parijs. Het model maakt gebruik van het Volkswagen MQB-A2-platform waarop ook de Škoda Kodiaq en de tweede generatie van de Volkswagen Tiguan gebouwd worden.

## Motoren
De Tarraco is met de volgende motoren geleverd.

#### Benzine
| Tarraco        | Tarraco   | Tarraco   | Tarraco | Tarraco  | Tarraco | Tarraco               | Tarraco    | Tarraco     | Tarraco      |
| Type           | Motor     | Motor     | Motor   | Vermogen | Koppel  | Transmissie           | 0–100 km/h | Topsnelheid | Jaartal      |
| Type           | Inhoud    | Cilinders | Kleppen | Vermogen | Koppel  | Transmissie           | 0–100 km/h | Topsnelheid | Jaartal      |
| -------------- | --------- | --------- | ------- | -------- | ------- | --------------------- | ---------- | ----------- | ------------ |
| 1.5 TSI        | 1.498 cm³ | 4-in-lijn | 16V     | 150 pk   | 250 Nm  | handgeschakelde 6-bak | 9,7 s      | 201 km/h    | 2018 - heden |
| 1.5 TSI        | 1.498 cm³ | 4-in-lijn | 16V     | 150 pk   | 250 Nm  | 7-DSG                 | 9,5 s      | 198 km/h    | 2019 - heden |
| 2.0 TSI 4Drive | 1.984 cm³ | 4-in-lijn | 16V     | 190 pk   | 320 Nm  | 7-DSG                 | 8,0 s      | 211 km/h    | 2018 - heden |

#### Hybride
| Tarraco          | Tarraco   | Tarraco   | Tarraco | Tarraco  | Tarraco | Tarraco     | Tarraco    | Tarraco     | Tarraco      |
| Type             | Motor     | Motor     | Motor   | Vermogen | Koppel  | Transmissie | 0–100 km/h | Topsnelheid | Jaartal      |
| Type             | Inhoud    | Cilinders | Kleppen | Vermogen | Koppel  | Transmissie | 0–100 km/h | Topsnelheid | Jaartal      |
| ---------------- | --------- | --------- | ------- | -------- | ------- | ----------- | ---------- | ----------- | ------------ |
| 1.4 TSI e-HYBRID | 1.395 cm³ | 4-in-lijn | 16V     | 245 pk   | 400 Nm  | 6-DSG       | 7,5 s      | 205 km/h    | 2021 - heden |

#### Diesel
| Tarraco        | Tarraco   | Tarraco   | Tarraco | Tarraco  | Tarraco | Tarraco               | Tarraco    | Tarraco     | Tarraco      |
| Type           | Motor     | Motor     | Motor   | Vermogen | Koppel  | Transmissie           | 0–100 km/h | Topsnelheid | Jaartal      |
| Type           | Inhoud    | Cilinders | Kleppen | Vermogen | Koppel  | Transmissie           | 0–100 km/h | Topsnelheid | Jaartal      |
| -------------- | --------- | --------- | ------- | -------- | ------- | --------------------- | ---------- | ----------- | ------------ |
| 2.0 TDI        | 1.968 cm³ | 4-in-lijn | 16V     | 150 pk   | 340 Nm  | handgeschakelde 6-bak | 9,8 s      | 202 km/h    | 2018 - heden |
| 2.0 TDI 4Drive | 1.968 cm³ | 4-in-lijn | 16V     | 150 pk   | 340 Nm  | 7-DSG                 | 9,8 s      | 198 km/h    | 2018 - heden |
| 2.0 TDI 4Drive | 1.968 cm³ | 4-in-lijn | 16V     | 190 pk   | 400 Nm  | 7-DSG                 | 8,0 s      | 210 km/h    | 2018 - heden |